# Kluwennetwatje
Het kluwennetwatje (Arcyria pomiformis) is een slijmzwam uit de familie Trichiidae. Het leeft saprotroof op dood hout van naaldbomen- en struiken.

## Kenmerken
De sporocarpen staan verspreid of bij elkaar en hebben een hoogte tot 2,5 mm. De steel is slank, bleekgeel, bekleed met cysten (kleine wratjes) en de hoogte is 0,2 tot 0,4 mm. Het plasmodium is wit.
De sporen zijn bijna kleurloos en meten 6 tot 8 µm in diameter. De sporen zijn geornamenteerd met enkele verspreide wratten. Het capillitium is een los, elastisch netwerk van geelachtige draden van ongeveer 3 µm diameter, gemarkeerd met dwarsbanden, stekels en op sommige plekken bijna glad.

## Verspreiding
Het kluwennetwatje komt voor op alle continenten met uitzondering van Antarctica. Op het noordelijk halfrond wordt het frequenter waargenomen dan op het zuidelijk halfrond. In Nederland komt het matig algemeen voor.